# شركة البث العام الإسرائيلية

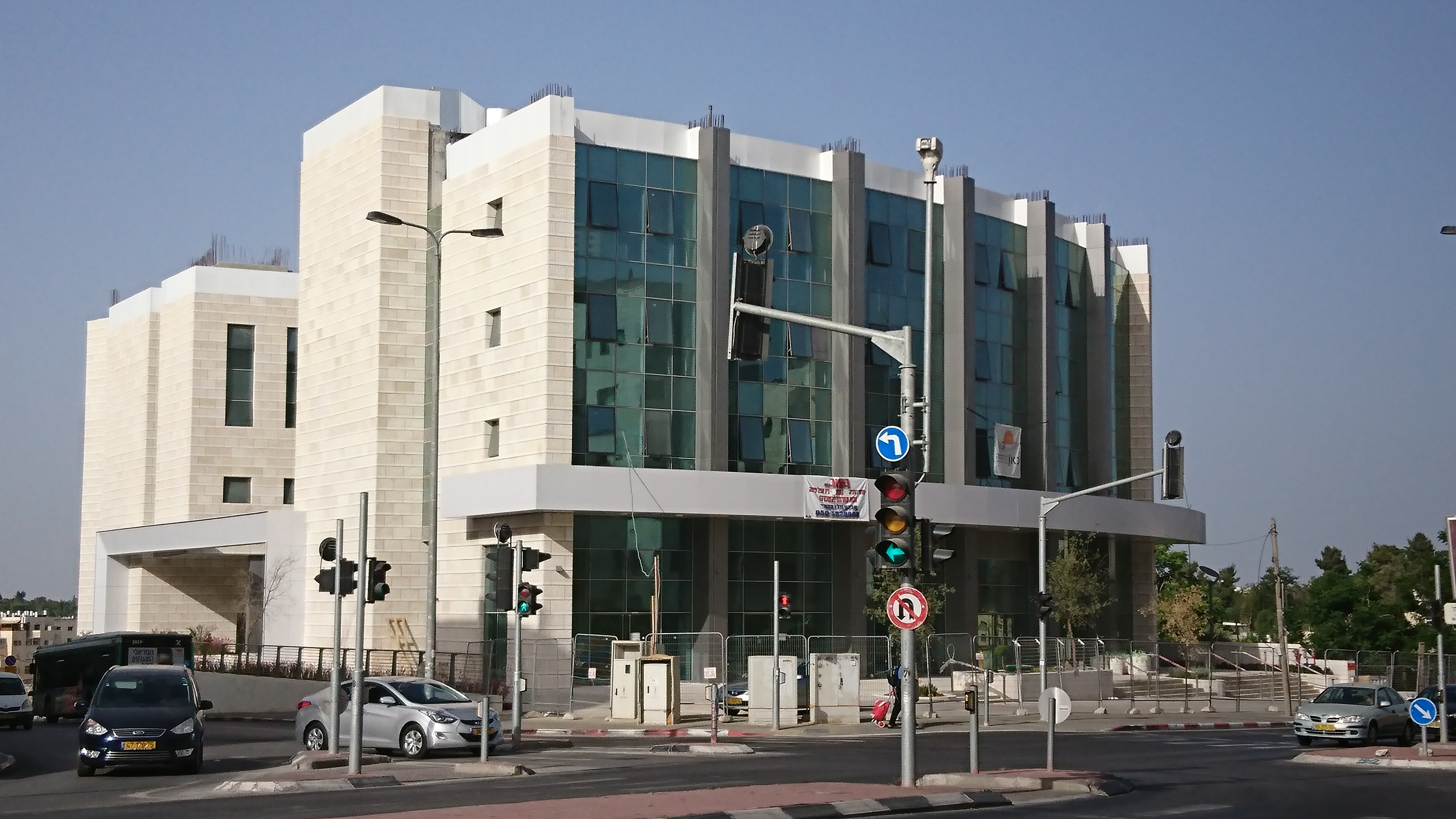
المبنى الرئيسي للشركة في القدس

شعار IPBC باللغة العربية

شعار IPBC باللغة الإنجليزية

شركة البث العام الإسرائيلية  (بالعبرية: תאגיד השידור הישראלי‏) هو مذياع دولة إسرائيل. وشركة البث العام الإسرائيلية الجديدة تحمل العلامة التجارية كان في العبرية (بالعبرية: כאן‏) ومكان باللغة العربية (بالعربية: مكان).
بعد تأجيلات متعددة بسبب خلافات حول هيكلها من قبل رئيس الوزراء بنيامين نتنياهو، بدأت الهيئة الجديدة رسمياً عملياتها الإذاعية والتلفزيونية في 15 مايو 2017، خلفًا لهيئة الإذاعة الإسرائيلية كمذيع للدولة. وتشمل أهدافها الرسمية تشجيع توسيع المعرفة والثقافة الإسرائيلية والابتكار في مجال البث.

## التاريخ

### إغلاق هيئة الإذاعة القديمة
تدهورت هيئة الإذاعة الإسرائيلية في الوضع والوظيفة.   وجدت اللجان العامة أن التدهور ناتج عن عدد من العوامل، بما في ذلك عدد كبير من الموظفين، وارتفاع تكاليف الرواتب، واتفاقيات الأجور الصارمة، والقانون الذي يحكمها. أوصى واضعو التقارير بإجراء تغييرات هيكلية في السلطة والقانون.
في يوليو 2013، عين وزير الاتصالات جلعاد اردان شركة استشارية خارجية لفحص مستقبل الهيئة القديمة. في ضوء البيانات، تم إنشاء لجنة الأراضي ونشر قراراتها في بداية مارس 2014. وفقًا للاتفاقيات التي تم التوصل إليها، سيتم إلغاء رسوم التلفزيون في 1 أبريل 2015، وسيتم إنشاء هيئة بث جديدة لتحل محل الهيئة القديمة.

### تشريع
لصياغة التشريعات اللازمة، شكل الكنيست لجنة (برئاسة عضو الكنيست كارين الهارار) لمناقشة مشروع قانون البث العام. بدأت اللجنة مداولاتها في 11 يونيو 2014، وسرعان ما عقدت عددًا من الاجتماعات للسماح بإنهاء العملية التشريعية بحلول نهاية جلسة الكنيست في يوليو. في 9 تموز / يوليو، تمت الموافقة على مشروع قانون وتم تمريره إلى الكنيست للقراءة الثانية والثالثة. صدر قانون الإذاعة العامة، الذي أمر بإنشاء هيئة الإذاعة الإسرائيلية وإغلاق هيئة الإذاعة، في 29 يوليو 2014. وفقًا للقانون الجديد، سيأتي ربع موظفي الهيئة الجديدة من هيئة الإذاعة ومن التليفزيون التعليمية.
يصف القسم 7 من القانون نشاط الشركة:
- (أ) ستقوم هيئة الإذاعة الإسرائيلية ببث وتقديم أنواع مختلفة من المحتوى بصريا وصوتيا وكتابيا على شاشات التلفزيون والإذاعة والإنترنت.
- (ب) يكون المحتوى المقدم من هيئة الإذاعة الإسرائيلية مستقلًا وموجَّهًا إلى جميع المواطنين والمقيمين في دولة إسرائيل، ويجب أن يعكس ويوثق دولة إسرائيل كدولة يهودية وديمقراطية، وقيمها وتراث إسرائيل وإعطاء تعبير عادل ومنصف ومتوازن لتنوع الآراء والآراء السائدة في أوساط الجمهور الإسرائيلي.
- (ج) توفر هيئة الإذاعة الإسرائيلية محتوى ومحتوى إخباري في الأمور اليومية بطريقة مهنية وعادلة ومسؤولة ومستقلة وحاسمة ونزيهة وموثوقة، مع الشفافية وبممارسة الحكم الصحفي والولاء الحقيقة والالتزام بإبلاغ الجمهور.
- (د) ستوفر هيئة الإذاعة الإسرائيلية محتوى متنوعًا للأطفال والشباب، وستشجع إنشاء محتوى تعليمي للأطفال والشباب.
- (هـ) توفر هيئة الإذاعة الإسرائيلية محتوى يعالج تنوع السكان في المجتمع الإسرائيلي، بما في ذلك البث باللغة العبرية، والبث باللغة العربية للسكان العرب في إسرائيل، والبث بلغات أخرى منتشرة في المجتمع الإسرائيلي.

في أداء وظائفها (كما هو مذكور في هذا القسم)، ستعمل هيئة الإذاعة الإسرائيلية:
1. لتوسيع التعليم والمعرفة
2. لتعزيز الثقافة، والعمل الإسرائيلي جودة الأصلي، والموسيقى الإسرائيلية
3. لتعزيز الابتكار في مجالات محتوى البث وتقنيات التوزيع والبث

### التوظيف والتعيينات
في سبتمبر 2014، بدأت هيئة الإذاعة العامة الإسرائيلية عملياتها. تم تعيين الداد كوبلينز رئيسًا للشركة في مارس 2015. رئيس مجلس الإدارة هو جيل عمر. في 7 يونيو 2016، تم تعيين شلومي أبرهم غلوبرون مديراً لقسم الأخبار. بحلول نوفمبر 2016، تم توظيف حوالي 600 موظف في الشركة (بشكل رئيسي المديرين، المالية والتكنولوجيا). أتاحت ميزانية القوى العاملة المخصصة للتوظيف توظيف 912 موظفًا.

### التأخير
في يوليو 2016، وافق رئيس الوزراء ووزير الاتصالات الإسرائيلي بنيامين نتنياهو ورئيس الهستدروت آفي نيسينكورن على تأجيل حل الهيئة القديمة والمؤسسة الجديدة حتى أوائل عام 2018.
في اتفاق إضافي بين نتنياهو ووزير المالية موشيه كحلون، تقرر تأجيل الشركة الجديدة حتى 30 أبريل 2017 ما لم تعلن أنها مستعدة للبث في 1 يناير 2017. في ديسمبر 2016، وافق نتنياهو وكحلون على أن الشركة ستبدأ البث في 30 أبريل 2017.
في مارس 2017، عمل نتنياهو على إغلاق الهيئة القديمة في مواجهة معارضة كاهلون. لقد توصلوا إلى حل وسط تأجلت فيه الشركة الجديدة إلى 15 مايو، وسيعمل قسم الأخبار كشركة منفصلة. في 11 أيار، وافق الكنيست على تقسيم قسم الأخبار. ومع ذلك، في 14 مايو أصدرت محكمة العدل العليا أمرًا مؤقتًا بتأجيل الانقسام.

### ميزانية
وكانت ميزانية البناء للمؤسسة (98100000 $) و(33600000 $) للمعدات مهنية، (7800000 $) عن العمل، ($ 3.9   مليون) للعمليات، (35.8 مليون دولار) للعقارات و60 مليون دولار لاكتساب المحتوى. [بحاجة لمصدر]

### وضع اتحاد البث الأوروبي
منذ أن تم تحديد موعد إطلاق الهيئة الجديدة البث في 30 أبريل 2017، كان من المقرر بث مسابقة الأغنية الأوروبية لعام 2017 على القناة 11 من الهيئة. تم تأجيل موعد الإطلاق في منتصف أبريل إلى 15 مايو، وتم بث المسابقة بواسطة الهيئة القديمة (آخر إنتاج تلفزيوني وبثه).
تتم مراجعة طلب الهيئة للحصول على عضوية اتحاد البث الأوروبي، والذي يحل محل الهيئة القديمة كمذيع إسرائيلي عام، من قبل هيئات إدارة اتحاد الإذاعات الأوروبية وهو في انتظار الموافقة عليه في الجمعية العامة لـ اتحاد الإذاعات الأوروبية  في 6 يوليو 2017، تم الإعلان عن توقيع اتفاقية بين اتحاد الإذاعات الأوروبية والهيئة تسمح للشركة بالمشاركة في أحداث (مثل مسابقة الأغنية الأوروبية ) دون العضوية الكاملة.
فازت إسرائيل بمسابقة الأغنية الأوروبية لعام 2018، وبالتالي استضافت نسخة 2019 في تل أبيب. ومع ذلك، حذر اتحاد الإذاعات الأوروبية من أن الخطة المعلقة لجعل قسم الأخبار في الهيئة جهة بث منفصلة (تترك الهيئة مسؤولة عن البرمجة الترفيهية فقط) تتعارض مع القواعد التي تتطلب من المذيعين الأعضاء التعامل مع كل من برامج الأخبار والبرامج الترفيهية. في 18 يونيو 2018، مع اقتراب قرار المحكمة العليا بشأن الانقسام، قال نتنياهو إن الحكومة الإسرائيلية ستلتزم بقواعد اتحاد الإذاعات الأوروبية لحماية استضافة مسابقة الأغنية الأوروبية. في 7 ديسمبر 2018، صوتت الجمعية العامة لـاتحاد الإذاعات الأوروبية بالإجماع للموافقة على طلب عضوية الهيئة.

## تلفاز
منذ 15 مايو 2017، تبث الهيئة قناتين تلفزيونيتين على أجهزة إرسال DVB-T2 الوطنية، وتغذية الأقمار الصناعية، وشركة الكابلات هوت، وشركة ياس الساتلية، ومقدمي خدمة التلفزيون المدفوع الأصغر (مثل سيليكوم تي في وبارتنر تي في ) و24 / 7 بث مباشر على الإنترنت. في عام 2018، قدمت KAN بثًا بدقة 4K على القناة 511 (والذي كان يستخدم فقط لبث كأس العالم FIFA ).
قنوات مكان التلفزيونية:
- كان 11 : القناة الرئيسية للمؤسسة، لتحل محل القناة 1 الخاصة بـ الهيئة القديمة، وتبث بشكل أساسي الأخبار والبرامج الحالية والبرامج الثقافية
- مكان 33 : قناة باللغة العربية، تبث برامج إخبارية وثقافية وتحل محل القناة رقم 33 في الهيئة القديمة.
- كان التعليمية : في 15 أغسطس 2018، تم استبدال القناة 23 (المعروفة باسم هينوشيت أو التلفزيون التربوي الإسرائيلي) بقناة شباب.

## مذياع
تشغل مكان ثماني محطات إذاعية، تم نقلها من الهيئة القديمة التدفقات والبرمجة عند الطلب متوفرة عبر موقع كان. بعض البرامج لها ملفات صوتية:
- كان تربوت (هنا هو الثقافة)، ورشيت ألف - الحديث والبرامج الثقافية. يتم بث الأخبار باللغة العبرية في نفس الوقت الذي يتم فيه بث رشيت بيت.
- كان رشيت بيت - كان بي - الأخبار والشؤون الجارية والرياضة، مع الأخبار على مدار الساعة باللغة العبرية
- كان جميل - كان سي - الموسيقى الإسرائيلية والأخبار العبرية في الجزء العلوي من معظم الساعات.
- مكان، ريشيت دالت - محطة اللغة العربية
- كان فارسي، ريشيت هاي السابق - محطة اللغة الفارسية. يحتوي أيضًا على أخبار فلاش باللغة الإنجليزية مدتها 5 دقائق في الساعة 2 مساءً بتوقيت إسرائيل، من الأحد إلى الخميس.
- راديو إسرائبل الدولي(شبكة المهاجرين) - راديو لأوليم الإسرائيلي (مهاجرون). اللغات غير العبرية. ساعة من الأخبار الإنجليزية في الساعة 8 مساءً بتوقيت إسرائيل.
- كان 88 - موسيقى الجاز والبلوز والموسيقى الإلكترونية وتقارير المرور
- كان كل ها ميوزيكا (صوت الموسيقى) - الموسيقى الكلاسيكية والدراما، مع الأخبار العبرية كل ساعة
- كان مورشيت (التراث) - البث الديني على شبكة كان تاربوت

يتم تخصيص قناتين إذاعيتين على الويب لأنواع موسيقية محددة:
- كان نوستالجيا
- كان يام تيتشون (كان البحر الأبيض المتوسط)

## إدارة

### مجلس
تحدد الهيئة العامة للشركة المؤلفة من 12 عضوًا سياسة الشركة، بما في ذلك السياسة العامة للبث، والموافقة على جداول البث والميزانيات، وتعيين المدير العام، والإشراف على الإدارة وتنفيذ السياسة. مجلس الإدارة مسؤول أيضًا عن الموافقة على الهيكل التنظيمي للشركة، وسياسة التوظيف، وسجلات الموظفين، ومناقشة (والموافقة) ميزانيتها وخطة العمل السنوية للمدير التنفيذي.
تقع مسؤولية تعيين أعضاء مجلس الإدارة على عاتق وزير الاتصالات. على الرغم من أن مدة عضوية أعضاء مجلس الإدارة مدتها أربع سنوات، يجوز لوزير الاتصالات (بناءً على توصية لجنة البحث) أن يسمح للعضو بالعمل لمدة واحدة إضافية. يضم المجلس ست نساء على الأقل وعضوًا عربيًا واحدًا على الأقل، بما في ذلك السكان الدروز والشركس. في 13 و16 أبريل 2016، وافق وزير الاتصالات ورئيس الوزراء بنيامين نتنياهو على أعضاء مجلس الإدارة (برئاسة جيل عمر) بناءً على توصية لجنة البحث برئاسة القاضي عزرا كاما.

### مدير عام
تم تعيين الرئيس التنفيذي للشركة في مجلس إدارتها. تم تشكيل لجنة تفتيش برئاسة القاضي عزرا كاما، نائب الرئيس السابق لمحكمة القدس المحلية. يتم تعيين الرئيس التنفيذي لمدة أربع سنوات، والتي يمكن تمديدها لفترة أخرى. تشمل واجباتهم الإدارة الروتينية، كونهم رئيس تحرير عمليات البث، وعمليات الإرسال المجدولة، وتقديم مقترحات الميزانية وخطط العمل السنوية. يمثل الرئيس التنفيذي للشركة، ويوقع الوثائق والمعاملات، ويعين الموظفين.
عيّنت الشركة مديرًا مؤقتًا عامًا هو الداد كوبلنز لمدة تصل إلى عامين بعد بدء البث بالتزامن مع تعيين الرئيس التنفيذي. أنشأ المدير العام المؤقت البنية التحتية اللازمة لنشاط الشركة حتى بدأ البث.

### قسم الأخبار
يوفر قسم الأخبار محتوى لمحطات المؤسسة الرقمية والتلفزيونية والإذاعية، والذي يظهر أيضًا على موقع الشركة وعلى صفحة الفيس بوك. تم تخصيص ميزانية قدرها 160 مليون ين لإنشاء المؤسسة (مقارنة بميزانية قدرها 90 مليون ين لكل شركة من شركات الأخبار التجارية)، مع خطط أصلية لتوظيف 450 من الصحفيين والمصورين وموظفي الإنتاج.

### التقسيم الرقمي
أثناء إنشاء الشركة، لم يكن لديها قنوات إذاعية وتلفزيونية إذاعية لأن الهيئة القديمة كانت لا تزال تعمل. استهلاك المحتوى بشكل عام، والأخبار على وجه الخصوص، تم استهلاكه من خلال المنصات الرقمية مثل الفيديو تحت الطلب والإنترنت والهواتف المحمولة. كانت الإنترنت أول قناة توزيع لـ الهيئة الجديدة، في منتصف عام 2016.
يتكون القسم الرقمي من قسمين: قسم إنشاء المحتوى المسؤول عن المحتوى المكيف مع الشبكات الاجتماعية، وقسم المنتجات المسؤول عن إنشاء المنصات الرقمية وتشغيلها. تشمل الخدمات التي يقدمها القسم الرقمي ما يلي:
- موقع الويب - يحتوي على مقالات المحتوى ومقاطع الفيديو ومحطات الإذاعة الرقمية والمعلومات الإدارية.
- تطبيق جوال - تطبيق أندرويد
- محطات الراديو - عدد من محطات الراديو الرقمية على مدار الساعة وطوال أيام الأسبوع، وهي متاحة على الموقع الإلكتروني ومع تطبيق أندرويد
- المدونة الصوتية
- أولمبياد صيف 2016
- لعبة اقتصادية - يعرض ميزانية الدولة.
- المحتوى على الشبكات الاجتماعية

## روابط خارجية
- شركة البث العام الإسرائيلية على موقع Google Play (الإنجليزية)
- الموقع الرسمي
- تأسيس المدونة نسخة محفوظة 11 يونيو 2017 على موقع واي باك مشين.
- Kan English 2 PM news flash Podcast.
- كان الإنجليزية 8 مساء بودكاست. الصوت قابل للتنزيل.
- الروبوت كان على الطلب التطبيق
- دائرة الرقابة الداخلية كان على الطلب التطبيقات